# Chiesa di San Nicolò (Tizzano Val Parma)
La chiesa di San Nicolò è un luogo di culto cattolico dalle forme neoclassiche, situato in strada di Pre' Galan a Reno, frazione di Tizzano Val Parma, in provincia e diocesi di Parma; è sede di una parrocchia compresa nella zona pastorale della Montagna.

## Storia
Il luogo di culto originario fu eretto in epoca medievale; la più antica testimonianza della sua esistenza risale al 1230, quando la Capelle de Vaccareza fu citata nel Capitulum seu Rotulus Decimarum della diocesi di Parma tra le dipendenze della pieve di Beduzzo.
Nel 1354 fu menzionata per la prima volta l'intitolazione dell'edificio a san Nicolò, nell'Estimo diocesano.
Nel 1564 la chiesa fu elevata a sede parrocchiale autonoma.
Verso il 1765 una frana colpì la località di Bore, in cui sorgeva il luogo di culto medievale, che fu distrutto; nel 1768 furono avviati i lavori di costruzione di un nuovo edificio neoclassico, a Reno di Sopra; il 6 dicembre 1773, al termine delle opere, il tempio fu solennemente consacrato.
Nel 1909 la facciata fu risistemata.
Intorno al 1960 la chiesa fu interessata da interventi di restauro.

## Descrizione

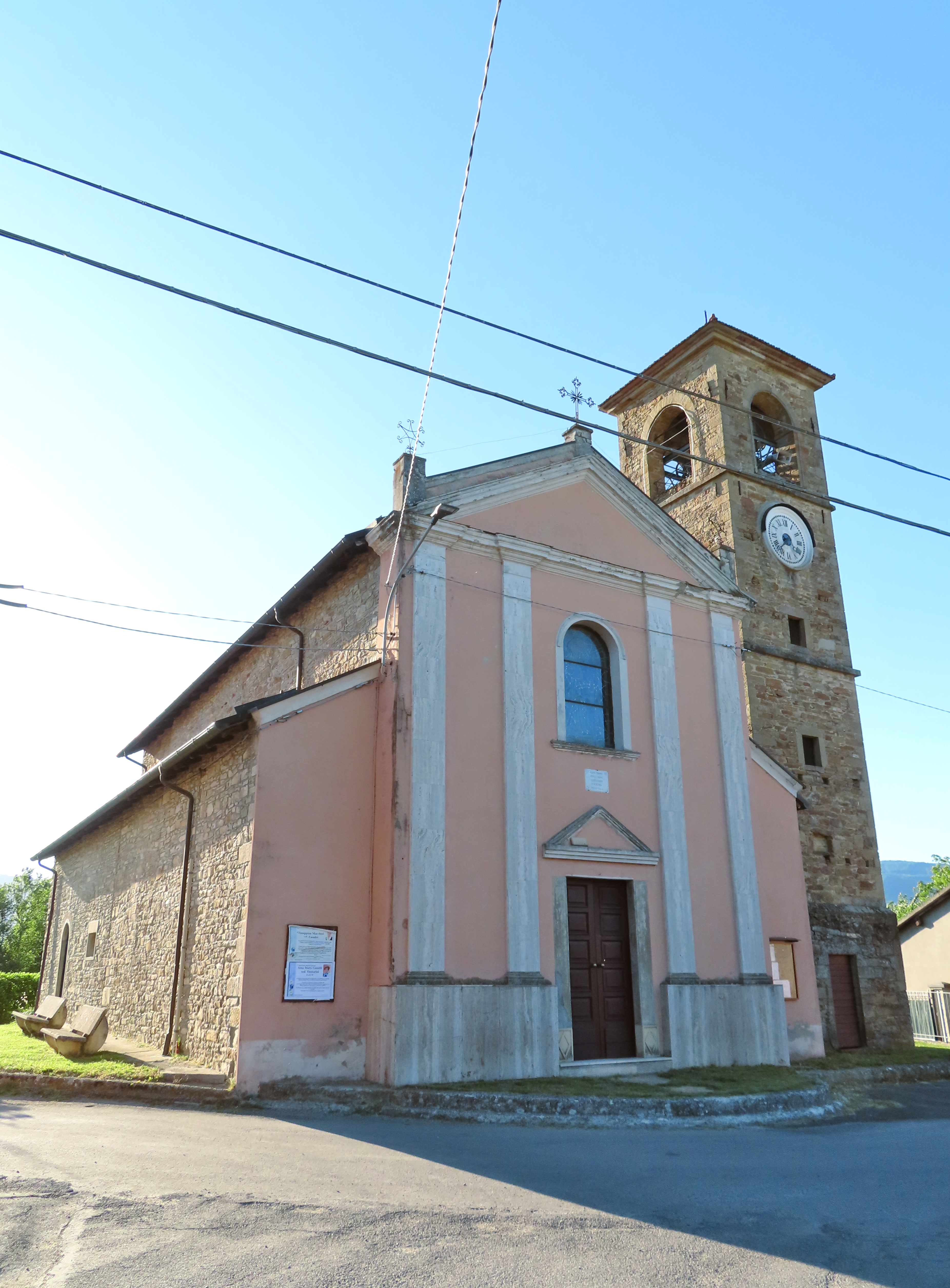
Facciata e lato sud

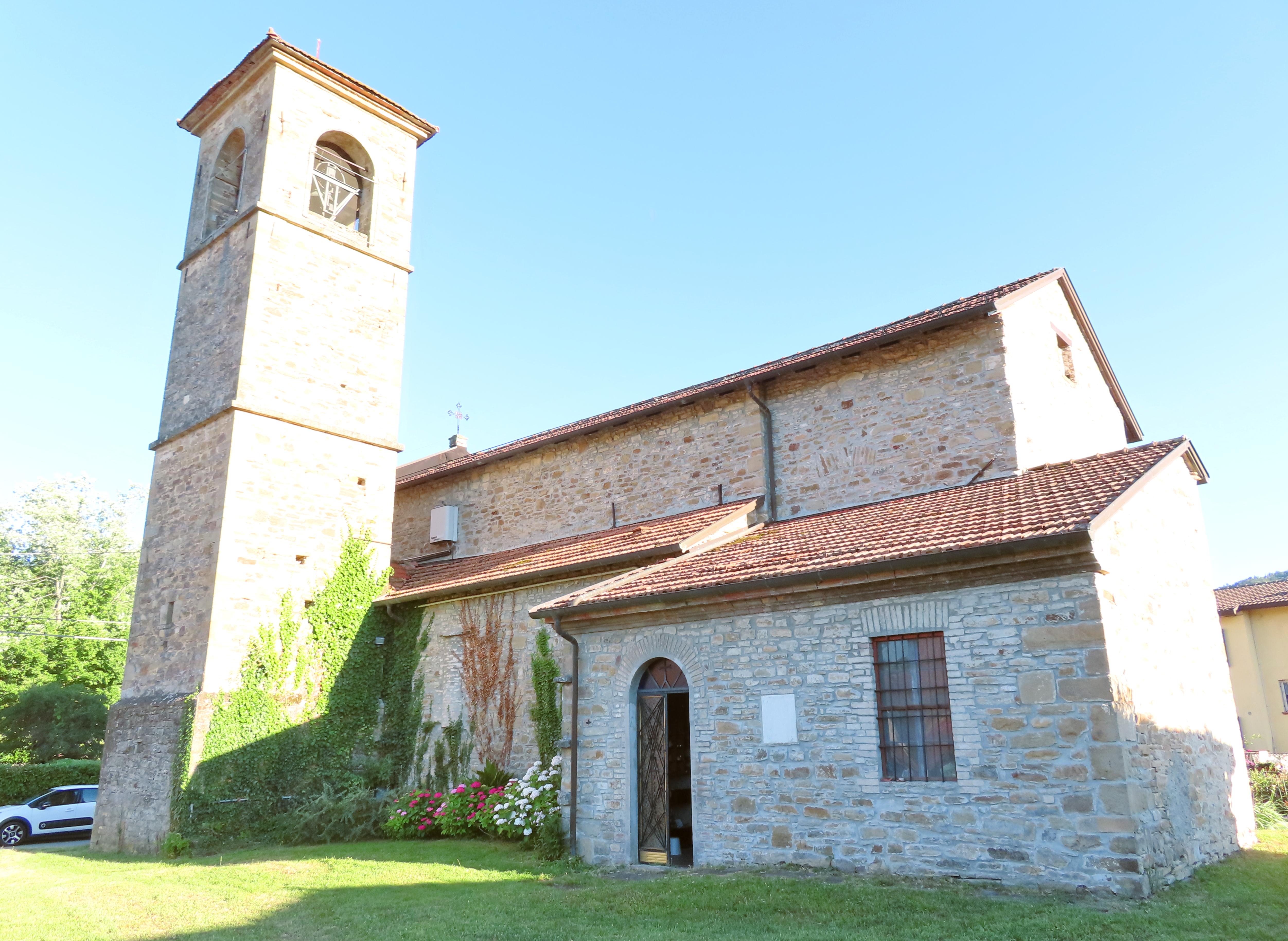
Retro e lato nord

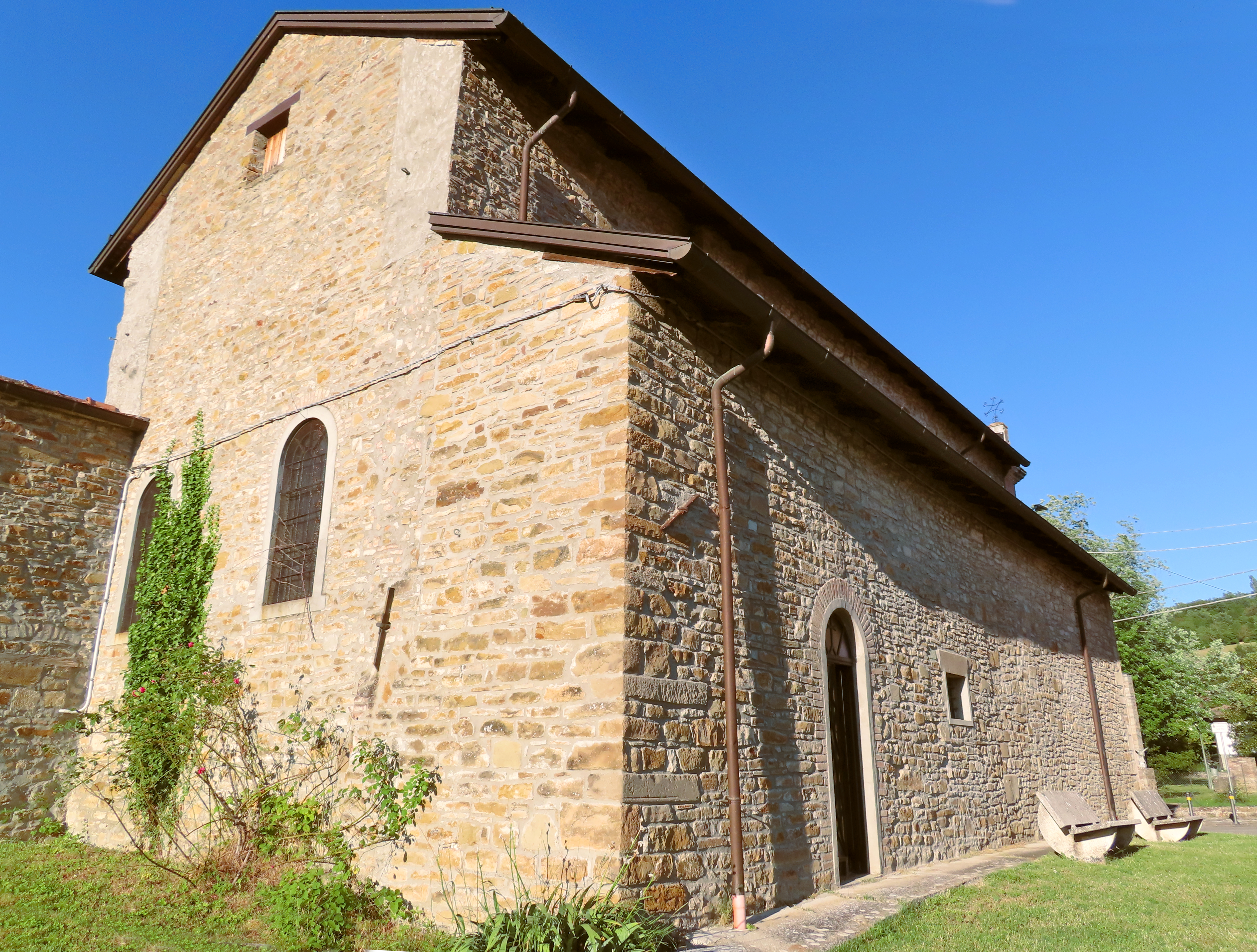
Retro e lato sud

La chiesa si sviluppa su un impianto a navata unica affiancata da due cappelle per lato, con ingresso a est e presbiterio a ovest.
La simmetrica facciata a salienti, interamente intonacata, è tripartita nel corpo centrale da quattro lesene marmoree; nel mezzo è collocato l'ampio portale d'ingresso, delimitato da due piedritti e sormontato da un frontone triangolare; più in alto si apre una finestra ad arco a tutto sesto; a coronamento si staglia un grande frontone triangolare, con cornice in aggetto, su cui poggiano tre croci metalliche.
Sulla destra si erge su quattro ordini il campanile in pietra, accessibile attraverso una porta alla base; la cella campanaria si affaccia sulle quattro fronti attraverso ampie monofore ad arco a tutto sesto.
Dai fianchi, rivestiti in pietra, aggettano i bassi volumi delle cappelle; sul retro si aprono due monofore a tutto sesto.
All'interno la navata, coperta da una volta a botte, è scandita lateralmente da una serie di lesene doriche, a sostegno del cornicione perimetrale modanato; le cappelle, chiuse superiormente da volte a botte, si affacciano sull'aula attraverso ampie arcate a tutto sesto.
Il presbiterio, lievemente sopraelevato, è preceduto dall'arco trionfale; l'ambiente, coperto da una volta a botte, accoglie nel mezzo l'altare maggiore marmoreo a mensa, aggiunto tra il 1970 e il 1980. Sul fondo, sopra all'antico altare del 1781 si staglia la pala raffigurante San Nicola da Bari che resuscita i fanciulli, eseguito da Giovanni Riccò nel 1841 per volere della duchessa Maria Luigia, che commissionò anche le due tele poste ai lati, rappresentanti San Francesco, dipinta da Giuseppe Bissoli nel 1842, e San Luigi Gonzaga, probabilmente realizzata da Luigi Vigotti tra il 1843 e il 1844.
La chiesa accoglie altre opere di pregio, tra cui un olio settecentesco raffigurante la Madonna col Bambino e san Felice da Cantalice, un dipinto ottocentesco rappresentante l'Addolorata e un'ancona dedicata al rosario, risalente all'incirca al 1850.